# Фриц Клингенберг
Фриц Клингенберг (17. децембар 1912 – 23. март 1945) био је немачки официр Вафен-СС. Служио је у 2. СС дивизији Дас Рајх и био командант 17. СС панцергренадирске дивизије Гец фон Берлихинген. Најпознатији је по својој улози у заузимању престонице Југославије, Београда, у Априлском рату, за шта је награђен Гвозденим крстом.